# エア・アトランタ・アイスランディック
エア・アトランタ・アイスランディックは、アイスランドのコーパヴォグルに拠点を置く、航空機リースとチャーター便の専用航空会社である。同社はリース（航空機、乗組員、メンテナンス、保険）を専門とし、チャーターサービスも運営している。同社は様々な国で事業を展開していて、世界中に拠点が存在する。